# Dendrocalamus latifolius
Dendrocalamus latifolius là một loài thực vật có hoa trong họ Hòa thảo. Loài này được K.Schum. & Lauterb. mô tả khoa học đầu tiên năm 1900.